# Реліктова вода
Реліктова вода — у геології — переважно підземна, седиментаційна вода, яка збереглася в порах гірських порід з часу відкладення осаду.
В умовах нафтогазових родовищ, реліктова вода знаходиться на тих же ділянках нафтового колектора, що газ і нафта.
Кількість реліктової води визначається геологічною історією формування гірської породи, покладу, а характер її розподілу в гірському масиві — особливостями прояву капілярних і гравітаційних сил.

## Інтернет-ресурси
- Реликтовая вода [Архівовано 29 липня 2021 у Wayback Machine.]

| Гідрологія | Це незавершена стаття з гідрології. Ви можете допомогти проєкту, виправивши або дописавши її. |